# A. Ian Scott
Alastair Ian Scott (né le 10 avril 1928 à Glasgow ; décédé le 18 avril 2007) est un chimiste organicien américain d'origine écossaise qui acquiert une renommée internationale pour avoir élucidé la voie de biosynthèse de la vitamine B12.

## Biographie
Il occupe successivement des chaires de chimie organique dans les universités de la Colombie-Britannique, du Sussex et de Yale avant de rejoindre l'université A&M du Texas en 1977. En 1980, il occupe la  chaire Forbes de chimie organique à l'université d'Édimbourg. Il est nommé professeur distingué de chimie et de biochimie en 1981 à l'université A&M du Texas et y reste jusqu'à la fin de sa carrière.
En 1964, il remporte la médaille Corday-Morgan de la Royal Society of Chemistry (RSC). Il reçoit le prix Ernest-Guenther en 1976 et le prix Arthur C. Cope Scholar en 1994 de l'American Chemical Society (ACS). Il donne la conférence du centenaire de la RSC en 1994 et la conférence de la Royal Society Bakerian en 1996. Il remporte le prix Tetrahedron (1995), le RSC Natural Products Award (1996), le Welch Award in Chemistry (2000), la médaille Davy de la Royal Society (2001), la Queen's Royal Medal de la Royal Society of Edinburgh (2001) et le prix ACS Nakanishi (2003). Il est scientifique de l'année au Texas en 2002,.
Il est membre de la Royal Society et de la Royal Society of Edinburgh, de l'Association américaine pour l'avancement des sciences et de l'Académie européenne des sciences. De plus, il est membre honoraire de la Société japonaise de pharmacologie.